# Irun Meets Bristol. Komunikazioa
Irun Meets Bristol. Komunikazioa (en castellano «Irún encuentra a Bristol. Comunicación») es un álbum de remezclas de canciones del tercer álbum de estudio de Fermin Muguruza In-komunikazioa.
El proyecto de las mezclas se puso en marcha debido al contacto que estableció Fermin con un DJ y músico vasco afincado en Bristol: Martín Mantxo. Martín quería realizar un álbum en solidaridad con Mumia Abu-Jamal. Se puso en contacto con varios músicos, entre los que se encontraba el propio Fermin. Este no sólo cedió una canción para el recopilatorio, sino que se ofreció a editarlo con su propia discográfica: Esan Ozenki. En el álbum participaron multitud de artistas (Fermin, Todos Tus Muertos, Chumbawamba, Primal Scream y varios más), varios de ellos afincados también en Bristol.
Cuando Fermin le comentó a Martín su deseo de publicar un disco de remezclas, éste no se lo pensó. Reunió a una gran cantidad de músicos, encuadrados en los que se conoce como «sonido Bristol» para que remezclaran las canciones de In-komunikazioa. Fermin aprobó el proyecto, ya que es admirador del sonido Bristol (cuyos máximos exponentes son Massive Attack, Tricky o Portishead).
El álbum apareció por primera vez los días 12 y 13 de abril de 2003 y se vendió con los dos primeros números del diario en euskera Egunero, sucesor de Egunkaria. Fermin mostraba así su apoyo al nacimiento del nuevo proyecto. Los beneficios de las ventas durante estos dos días fueron donados al diario. El álbum se distribuyó en las tiendas el día 14.
El disco se editó en CD, doble LP (que apareció más tarde) y en una edición conjunta con In-komunikazioa: In-komunikazioa/Komunikazioa Kutxa.

## Lista de canciones
| #   | Canción                                                 | Traducción                                      | Intérprete                     |
| 1.  | «In-komunikazioa»                                       | «In-comunicación»                               | Neil Perch (Zion Train)        |
| 2.  | «Armagideon tenoreko aztarnak»                          | «Restos del tiempo del armagedón»               | Rob Smith (Smith & Mighty      |
| 3.  | «Hasperena»                                             | «suspiro»                                       | U-Cef                          |
| 4.  | «Leonard Peltier free!»                                 | «¡Leonard Peltier libre!»                       | Peter (More Rockers)           |
| 5.  | «Beti izango dugu Bilbao (Bilbao Dub)»                  | «Siempre nos quedará Bilbao»                    | Alpha & Omega                  |
| 6.  | «Linguae Navarrorum museum»                             | «Museo de la lengua vasca»                      | Flynn & Flora:                 |
| 7.  | «Bidartean»                                             | «En el cruce de caminos»                        | DJ Parasit                     |
| 8.  | «Zubizuria»                                             | «El puente blanco»                              | I. Gilmore (Creative invasion) |
| 9.  | «Hiri debekatura bidai xartela» (Soapbox remix)         | «Tarjeta de embarque hacia la ciudad prohibida» | Fun'da'mental                  |
| 10. | «Armagideon tenoreko aztarnak» (Steppers dub remix)     | «Restos del tiempo del armagedón»               | Blue & Red                     |
| 11. | «Bidartean»                                             | «En el cruce de caminos»                        | Insiders                       |
| 12. | «Beti izango dugu bilbao (We'll always have Bilbao)»    | «Siempre nos quedará Bilbao»                    | Alikat                         |
| 13. | «Leonard Peltier free!» (Gaffa & Matt's peace-pipe dub) | «¡Leonard Peltier libre!»                       | Armagideon                     |
| 14. | «Linguae Navarrorun museum» (Dr DJ Stylee)              | «Museo de la lengua vasca»                      | Dr. Sativa                     |
| 15. | «Armagideon tenoreko aztarnak» (armacordian mix)        | «Restos del tiempo del armagedón»               | Blue & Red                     |

Las canciones originales están compuestas por Fermin Muguruza.

## Personal
- Fermin Muguruza: voz principal.
- Mikel Abrego: batería.
- Alfonso Arias «Papuchi»: guitarras, sitar.
- Andrés Belmonte: bajo.
- Eric Herrera: trombón.
- Raynald Colom: trompeta, flabel.
- Gorka Benítez: saxo tenor, flauta.
- Begoña Bang-Matu: coros.
- Eva Reina: coros.
- Mikel Azpiroz: teclados.
- Joseba Tapia: trikitixa.
- DZ: scratch.

### Músicos adicionales
- Arianna Puello: voz en «Armagideon tenoreko aztarnak».
- Afrika: voz en «Leonard Peltier free!».
- Rude: voz en «In-komunikazioa».
- Sergio Rodríguez: programaciones en «Armagideon tenoreko aztarnak» y «Linguae Navarrorum museum»

## Personal técnico
- Kaki Arkarazo: técnico de sonido.
- Xaby Pery: técnico de sonido en «Leonard Peltier free!» e «Hiri debekatura bidai xartela»
- Martin Mantxo: coordinación con Bristol.
- Galder Izagirre: diseño y maquetación.